# Jinotega (departamento)
Jinotega é um departamento da Nicarágua, sua capital é a cidade de Jinotega. Está localizado ao norte do país e faz fronteira com Honduras.
Jinotega é um departamento acidentado pelas montanhas de Yali e a cordilheira Isabella, é atravessado pelos rios Coco, Bocay, Tuma, Hiyas e Yaosca.
Suas principais atividades econômicas são: exploração florestal, café, cacau, banana, algodão, cana-de-açúcar e cereais.

## Municípios
O departamento encontra-se divido em 8 municípios:
1. El Cuá
2. Jinotega
3. La Concordia
4. San José de Bocay
5. San Rafael del Norte
6. San Sebastián de Yalí
7. Santa María de Pantasma
8. Wiwilí de Jinotega

### Atrações e pontos turísticos
Na cidade de Jinotega, 
- 'Museum and Library' 
  - Museum: apresentações de arqueologia, história e antiguidades.
  - Biblioteca: em frente ao parque central, nas instalações do museu.
- 'Catedral Iglesias' 
  - Igreja de Nossa Senhora dos Anjos, perto da escola La Salle.
  - Catedral de San Juan Bautista na principal avenida da cidade.
- 'Parques'

Otto Park ** Casco: uma quadra de basquete perto da estação rodoviária e perto de Manágua Victoria Motta Hospital.
- - Central Park: com pista de skate e wi-fi gratuito, que está na frente do museu, biblioteca, salão de cidade, hotéis, restaurantes, universiadad, clube social e da Catedral de San Juan.
- 'Vistas panorâmicas de Jinotega' 
  - A viagem para o topo da "Peña de La Cruz" subir os degraus, o caminho de muitos peregrinos que cumprir promessas para Santa Cruz.

 Nos municípios do departamento de Jinotega, 
- 'Natural, Coexistência histórico e religioso' .
  - Visite O Concordia, o local de nascimento do General Benjamin Zeledon e San Rafael del Norte, onde o general Augusto C. Sandino casou-se [[Blanca Arauz] ] e ele cumpriu seu trabalho pastoral, servo de Deus Fray Odorico D'Andrea.
  - Canopy "O Brellera", nos arredores de San Rafael del Norte, experimentando a sensação de  'voar' 'sobre as árvores.
  - Reserva natural "El Jaguar".

- 'Experimente o turismo rural e da comunidade' '.
  - Tour do reserva natural   Cerro Datanlí - El Diablo  ' ", pela sua floresta de nebliselva e cachoeira'  'O Bujona'  "guiado por habitantes da reserva com aqueles que partilharam as suas atividades diárias.
  - Alojamento em "La Bastille" Ecolodge
  - Agroturismo em Santa Maria de Bloodsucker.
  - Ecoturismo "O Fundador" e no "Young Life" localizado na estrada Jinotega - Matagalpa.

- 'Experiência natural e cultural' 
  - Visite o Reserve Bosawas, declarou Reserva da Biosfera pela UNESCO e do Maciço   Peñas Blancas  .
  - Tour de natureza café na reserva natural de Cerro Kilambé (Wiwilí) e no "Santa Maura" para saber tudo sobre o cultivo deste grão chamado de  ouro verde  ".
  - Reserva natural do vulcão "Yali".

- 'Pesca Experience e navegação' 
  - O turismo de aventura na [[Apanás] Lake] barcos a remos em que as actividades de pesca e competições são realizadas, este lago artificial, hoje, é o lar de uma variedade de flora e fauna lacustre.

Sítios interessantes

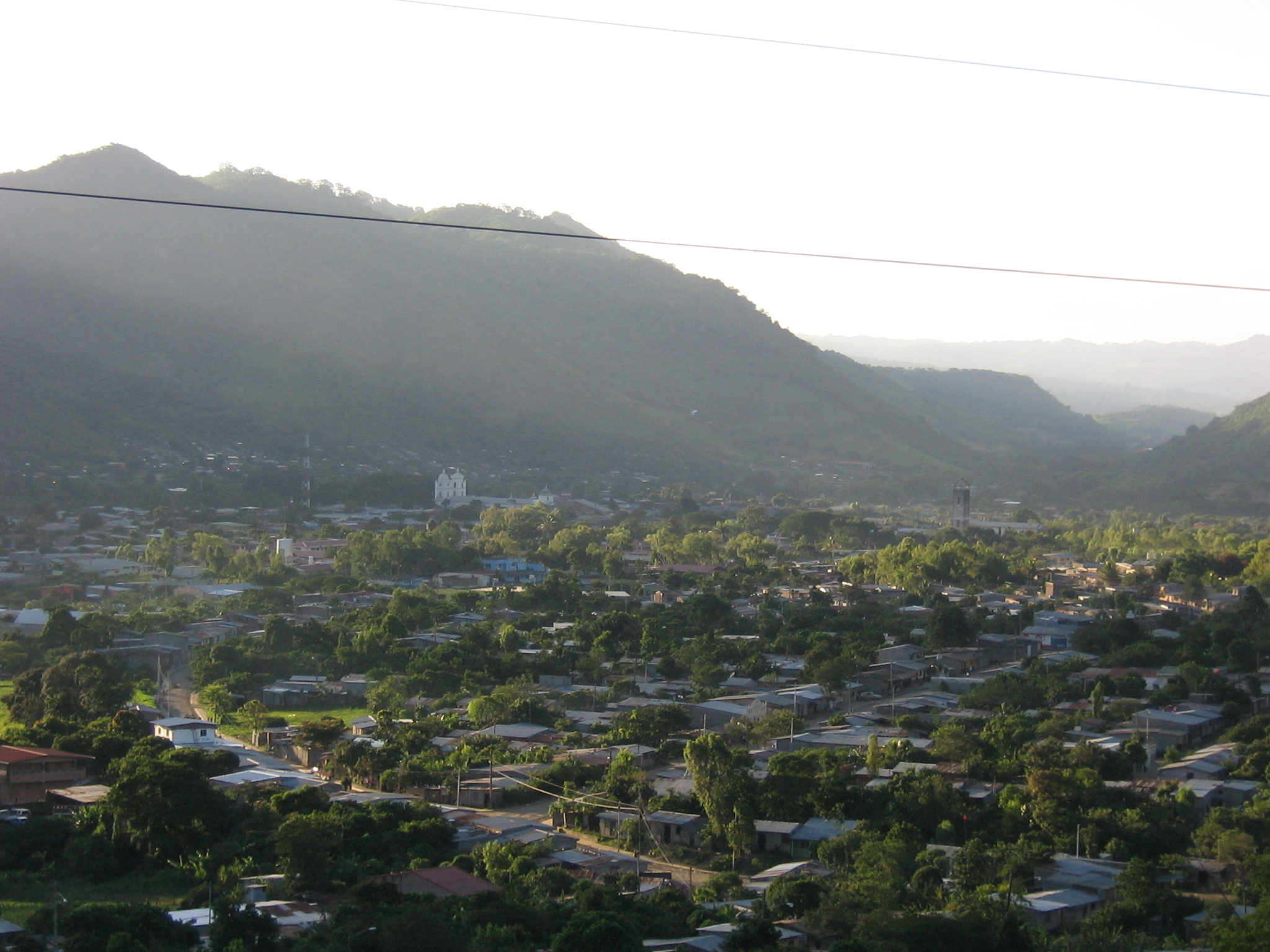
Cidade panorâmico
Jinotega

Existem vários restaurantes e mercados em todo o departamento de Jinotega, que servem várias frutas, legumes, carnes e bebidas. A cidade de Jinotega é perto do lago artificial Apanás. Uma cidade chamada San Rafael del Norte é de apenas 20 minutos em uma boa estrada pavimentada. San Rafael foi a sede das tropas do General Sandino nos anos 1920 e início dos anos 30. Ele tem um bom igreja e pequeno museu de Sandino e sua esposa Blanca Arauz.